# Swell
Swell was een Amerikaanse indieband uit San Francisco. De band werd in 1989 opgericht door singer-songwriter David Freel (1958-2022) en drummer/grafisch artiest Sean Kirkpatrick. Vanaf hun eerste albums ontwikkelde Swell een kenmerkend ambientgeluid. Ondanks de creatieve output bleef commercieel succes uit. 

## Geschiedenis

### Oprichting en vroege jaren (1989-1990)
Swell werd in 1989 opgericht door David Freel en Sean Kirkpatrick. De band ontwikkelde vanaf hun eerste albums een unieke mix van punk, psychedelica, folk en filmscores, die hun muziek moeilijk te categoriseren maakte.

### Vroege carrière en Europese bekendheid (1990-1999)
De band toerde intensief in de jaren 90 en bouwde een kleine, maar loyale fanbase op in Europa, met name in Frankrijk. In België en Nederland trad de band op tijdens festivals zoals Pukkelpop (Hasselt), het Cactusfestival (Brugge), Lowlands (Biddinghuizen) en in clubs zoals VERA (Groningen).

### Het soloproject van David Freel (2000-2007)
In de loop der jaren werd Swell steeds meer een soloproject van David Freel. Begin 2004, na acht jaar van stilte, ging de band weer op tournee in zowel de Verenigde Staten als Europa. Na deze tour trok de band zich opnieuw terug.
In 2007 bracht Freel het Swell-album South of the Rain and Snow uit. Dit album werd grotendeels door Freel zelf opgenomen, met uitzondering van de drumpartijen die werden gespeeld door Nick Lucero (ex-QOTSA). Het album werd uitgegeven op Freels eigen label, 'PsychospecificMusic'. Tegelijk werd The Lost Album uitgebracht, een compilatie van ouder werk uit de "L.A.-periode" (1995-1996).

### Latere jaren enBe My Weapon(2008-2009)
In 2008 toerde Swell opnieuw door de Verenigde Staten en Europa. De tour eindigde in België, met optredens in Brussel (AB), Brugge (Cactus) en Heist-op-den-Berg. Kort na de tour bracht Freel het album March/2009 uit onder de naam Be My Weapon. Dit was het eerste album dat niet onder de naam Swell verscheen. Het werd in Europa gedistribueerd via het Franse label Talitres.
In 2009 volgde een nieuwe Europese tour onder de naam Be My Weapon, waarbij Freel en drummer Ron Burns werden bijgestaan door Owen Burns, de broer van Ron.

### Laatste jaren en overlijden (2014-2022)
In 2014 bracht David Freel zijn laatste album, Greasy, uit. Hij trouwde met Jen en richtte een vinylsnijbedrijf op. Freel overleed op 64-jarige leeftijd in Oregon.

## Muziekstijl
De muziek van Swell combineerde invloeden uit punk, psychedelica, folk en filmscores. Deze diverse invloeden maakten het lastig om de band in een specifieke categorie te plaatsen. Hun stijl was uniek en moeilijk te vergelijken met andere artiesten.

## Discografie
Swell bracht acht studioalbums uit, naast twee compilatiealbums, diverse singles, e.p.'s en mini-albums. 
- Swell / 1990 / Psycho-Specific / American / Badman (re-release in 2003 met extra tracks)
- Well? / 1991 / Psycho-Specific / American / Badman (re-release in 2003 met extra tracks)
- 41 / 1993 / American (lp-cd) / Beggars (lp-cd)
- EP / 1996 / Normal / Normal Records XXVI (cd, mini-album)
- Too many days without thinking / 1997 / Beggars (lp-cd)
- For all the beautiful people / 1998 / Beggars (lp-cd)
- Feed / 2000 / Beggars (cd, 7 track mini album)
- Everybody wants to know / 2001 / Beggars (lp-cd)
- Bastards & rarities / 2003 / Badman recording C°(cd, compilatie)
- Whenever you’re ready / 2003 / Beggars (cd) / Badman Recording C°(dlp)
- South of the rain and snow / 2007 / PsychospecificMusic - Talitres (cd)
- The lost album / 2007 / PsychospecificMusic - Talitres (cd, compilatie)
- 'March/2009' (Be My Weapon) / 2009 / PsychospecificMusic - Talitres/Munich (cd)